# Enterprisearkitektur
Enterprisearkitektur eller virksomhedsarkitektur (engelsk: Enterprise Architecture) er samspillet mellem virksomhedens forretningsstrategi og dens evne til at levere denne (eng: strategy to execution). 
Der er en tæt kobling til begrebet forretningsarkitektur (eng: business architecture), der som oftest har fokus på virksomhedens ydre marked, dvs. hvilke produkter, hvilke brands, produceret og leveret i hvilke lande, og med hvilke forandringer, at disse kan planlægges og leveres. En Enterprisearkitektur vil oftest være den ydre forretningsarkitektur koblet med den indre organisering og styringsmodel, og oftest inkludere indragelse af informationsmodellering og IT. Målet er at "forbedre" arkitekturen og levere et forbedret samspil mellem mange aktører, således at organisationen kan lykkes med at optimere samspillet. 
Det er løbende en diskussion, om forretningsprocesser indgår eller ikke indgår i bregebet Enterprisearkitektur. 
Samspillet skal tilrettelægges således at det optimerer virksomhedens overordnede mål med udgangspunkt i organisationens arv og modenhed.
Dets grundpiller er strategiforståelse, forretningsforståelse gennem procesforståelse og informationsarkitektur, teknologiforståelse gennem løsnings- og infrastrukturarkitektur og forandringsforståelse gennem IT-governance og forandringsledelse.
Denne definition betoner
- at EA er et bidrag til at realisere såvel som udvikle forretningsstrategien. EA skal være forretningsforankret.
- at samspillet mellem grundpillerne er lige så vigtigt som at forstå de enkelte dele